# Antonello da Serravalle
Antonello da Serravalle (Vittorio Veneto, XV secolo – XV secolo) è stato un pittore italiano.
Fu autore di un affresco raffigurante la Madonna, due santi e il donatore (1485) nella chiesa di Sant'Andrea a Serravalle.